# 67-й меридіан східної довготи
67-й меридіан східної довготи — лінія довготи, що лежить на 67 градуси східніше Гринвіцького меридіана. Вона проходить від Північного полюса через Північний Льодовитий океан, Євразію, Індійський океан, Південний океан та Антарктиду до Південного полюса.
67-й меридіан східної довготи формує велике коло разом із 113-тим меридіаном західної довготи.

## Список географічних об'єктів, що перетинає 67° сх. д.
Починаючи на Північному полюсі та рухаючись до Південного полюса, 67-й меридіан східної довготи проходить через:
| Координати                                                 | Країна, територія або море | Примітки                                                                  |
| ---------------------------------------------------------- | -------------------------- | ------------------------------------------------------------------------- |
| 90°0′ пн. ш. 67°0′ сх. д. / 90.000° пн. ш. 67.000° сх. д.  | Північний Льодовитий океан |                                                                           |
| 81°0′ пн. ш. 67°0′ сх. д. / 81.000° пн. ш. 67.000° сх. д.  | Баренцове море             |                                                                           |
| 76°56′ пн. ш. 67°0′ сх. д. / 76.933° пн. ш. 67.000° сх. д. | Росія                      | Нова Земля — проходить через Північний острів                             |
| 76°4′ пн. ш. 67°0′ сх. д. / 76.067° пн. ш. 67.000° сх. д.  | Карське море               |                                                                           |
| 71°16′ пн. ш. 67°0′ сх. д. / 71.267° пн. ш. 67.000° сх. д. | Росія                      | Проходить через півострів Ямал                                            |
| 70°48′ пн. ш. 67°0′ сх. д. / 70.800° пн. ш. 67.000° сх. д. | Карське море               |                                                                           |
| 70°1′ пн. ш. 67°0′ сх. д. / 70.017° пн. ш. 67.000° сх. д.  | Росія                      | Проходить через півострів Ямал                                            |
| 69°23′ пн. ш. 67°0′ сх. д. / 69.383° пн. ш. 67.000° сх. д. | Карське море               | Байдарацька губа                                                          |
| 68°50′ пн. ш. 67°0′ сх. д. / 68.833° пн. ш. 67.000° сх. д. | Росія                      |                                                                           |
| 54°46′ пн. ш. 67°0′ сх. д. / 54.767° пн. ш. 67.000° сх. д. | Казахстан                  |                                                                           |
| 41°14′ пн. ш. 67°0′ сх. д. / 41.233° пн. ш. 67.000° сх. д. | Узбекистан                 | Проходить через Самарканд                                                 |
| 37°23′ пн. ш. 67°0′ сх. д. / 37.383° пн. ш. 67.000° сх. д. | Афганістан                 |                                                                           |
| 31°19′ пн. ш. 67°0′ сх. д. / 31.317° пн. ш. 67.000° сх. д. | Пакистан                   | Белуджистан — проходить через Кветту Сінд — проходить через Карачі        |
| 24°49′ пн. ш. 67°0′ сх. д. / 24.817° пн. ш. 67.000° сх. д. | Індійський океан           |                                                                           |
| 60°0′ пд. ш. 67°0′ сх. д. / 60.000° пд. ш. 67.000° сх. д.  | Південний океан            |                                                                           |
| 67°47′ пд. ш. 67°0′ сх. д. / 67.783° пд. ш. 67.000° сх. д. | Антарктида                 | Проходить через Австралійську антарктичну територію (претендує Австралія) |